# 薛录镇
薛录镇，是中华人民共和国陕西省咸陽市乾县下辖的一个乡镇级行政单位。

## 行政区划
薛录镇下辖以下地区：
薛录村、昙支坊村、马兰寨村、薛宅村、新兴村、马相村、北田果村、盘州村、新丰村、长兴村、大小马村、大墙村、富德府村、上程村、邓家村、周南村、西天堡村、小寨村、西小章村和赵里村。